# Flusso stazionario

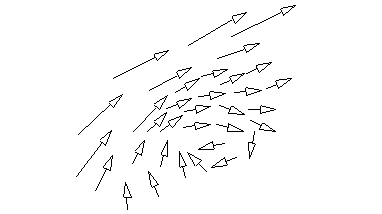
Esempio di campo di velocità all'interno di un fluido. Se tali vettori velocità non variano nel tempo, il flusso è stazionario.

Un problema di fluidodinamica si dice in flusso stazionario quando la velocità del fluido pur potendo variare da punto a punto, rimane costante nel tempo in ciascun punto.

## Descrizione
Le linee di flusso coincidono con le linee di corrente, ovvero le traiettorie che seguono le particelle, possono non essere rettilinee, ma rimarranno costanti nel tempo. Per un flusso stazionario quindi è verificata la conservazione della massa e da essa ricaviamo l'equazione di continuità:
Sia dato un tubo di flusso di sezioni {\displaystyle S_{1}} ed {\displaystyle S_{2}} entro il quale le densità siano {\displaystyle \rho _{1}\ ,\ \rho _{2}} e le velocità siano {\displaystyle v_{1}\ ,\ v_{2}}, la massa non può variare attraversando il tubo di flusso nella frazione di tempo {\displaystyle dt}, cioè:
{\displaystyle dm_{1}=\rho _{1}v_{1}S_{1}dt=\rho _{2}v_{2}S_{2}dt=dm_{2}}
Dunque:
{\displaystyle \rho _{1}v_{1}S_{1}=\rho _{2}v_{2}S_{2}} che è appunto l'equazione di continuità.
Se il fluido oltre che stazionario è anche incomprimibile cioè: {\displaystyle \rho _{1}=\rho _{2}} allora:
{\displaystyle v_{1}S_{1}=v_{2}S_{2}}
e la quantità {\displaystyle v\cdot S=Q=cost} si chiama portata volumetrica che si misura in {\displaystyle \left[{\frac {m^{3}}{s}}\right]}.